# 2番の美学
『2番の美学』（にばんのびがく）は、LGYankees Presents DJ No.2のアルバムである。2010年6月9日発売。発売元はポニーキャニオン。

## 概要
- LGYankeesのトラックメイカー、DJ No.2の初となるソロアルバム。

## 収録曲
1. Intro[0:49]
作曲・編曲:DJ No.2
2. 今夜もフラッシュバック[4:16]
作詞・作曲・編曲:DJ No.2
3. SaT.Night Come Alive! feat.m.c.A・T, HIRO from LGYankees[3:45]
作詞:DJ No.2・富樫明生、作曲・編曲:DJ No.2
4. Can You Say My Name? feat.ShaNa[3:36]
作詞・作曲・編曲:DJ No.2
5. 素直になれなくて… feat.Noa[4:39]
作詞・作曲・編曲:DJ No.2
6. ダメ男が書いた君への歌[6:11]
作詞・作曲・編曲:DJ No.2
7. ホントノコトバ feat.Lisa Halim, PURPLE REVEL, 山猿[6:09]
作詞・作曲・編曲:DJ No.2
8. Respect For Street Dancers -Inst- feat.武田真治[3:51]
作曲・編曲:DJ No.2
9. 木漏れ日の中で… feat.GIO, Azumi from Wyolica[5:53]
作詞・作曲・編曲:DJ No.2
10. Darlin',I Love You feat.鈴木雅之[4:39]
作詞・作曲・編曲:DJ No.2
11. 2番のプライド[5:03]
作詞・作曲・編曲:DJ No.2
12. Outro[1:02]
作曲・編曲:DJ No.2